# بوب بيكر (كاتب)
بوب بيكر (بالإنجليزية: Bob Baker)‏ هو كاتب سيناريو بريطاني، ولد في 26 يونيو 1939 في برستل في المملكة المتحدة.

## وصلات خارجية
- الموقع الرسمي
- بوب بيكر على موقع IMDb (الإنجليزية)
- بوب بيكر على موقع ألو سيني (الفرنسية)
- بوب بيكر على موقع ميوزك برينز (الإنجليزية)
- بوب بيكر على موقع ميوزك برينز (الإنجليزية)
- بوب بيكر على موقع أول موفي (الإنجليزية)
- بوب بيكر على موقع قاعدة بيانات الأفلام السويدية (السويدية)
- بوب بيكر على موقع قاعدة بيانات الفيلم (الإنجليزية)
- بوب بيكر على موقع كينوبويسك (الروسية)